# Gargaphia tiliae
Gargaphia tiliae är en insektsart som först beskrevs av Walsh 1864.  Gargaphia tiliae ingår i släktet Gargaphia och familjen nätskinnbaggar. Inga underarter finns listade i Catalogue of Life.